# Rijkevoort-De Walsert
Rijkevoort-De Walsert is een buurtschap in de gemeente Land van Cuijk, in de Nederlandse provincie Noord-Brabant.
De buurtschap telt 93 inwoners, verdeeld over 43 vrouwen en 50 mannen (1 jan. 2005). Samen wonen zij op 30 woonadressen.
Voordat de gemeente Sint Anthonis ontstond, behoorde het gehele dorp Rijkevoort toe aan de voormalige gemeente Wanroij. Toen bij de gemeentelijke herindeling van 1 januari 1994 bijna het gehele dorp werd toegevoegd aan de gemeente Boxmeer, werd in overleg met de bewoners besloten om een klein gedeelte bij de nieuwe gemeente Sint Anthonis te laten behoren.
Het betreft enkel de woonadressen aan de St. Anthonisweg, de Papenvoortsedijk, de Papenvoortesteeg en De Walsert. Aanvankelijk kreeg de buurtschap als naam alle bovenstaande straatnamen, maar vanaf 1 januari 1999 is de benaming Rijkevoort-De Walsert. Deze benaming laat de verbondenheid met het dorp Rijkevoort zien.
Dorpen: Beers · Beugen · Boxmeer · Cuijk · Escharen · Gassel · Grave · Groeningen · Haps · Holthees · Katwijk ·  Landhorst · Langenboom · Ledeacker · Linden · Maashees  · Mill · Oeffelt · Oploo · Overloon · Rijkevoort · Sambeek · Sint Agatha · Sint Anthonis · Sint Hubert  · Stevensbeek · Velp · Vianen · Vierlingsbeek · Vortum-Mullem  · Wanroij · Westerbeek · Wilbertoord
Buurtschappen: De Berg · Blauwenhoek · De Boer · Borneo · Broekkant · De Bolt · Bruggen · De Dellen · Dommelsvoort · Driehoek · Ewinkel · De Gagel · Haart · Ham · Hank · Haring · Heeswijk · Heihoek · Heikant (Overloon) · Heikant (Sambeek) · Heikant (Sint Anthonis) · Helbroek · 't Herselt · De Hoef · Den Hoek · Hoeven · Hoogeind (Oeffelt) · Hoogeind (Rijkevoort) · Huij · Hulsbeek · Klein-Vortum · Krolhoek · Laageind · Meeren · Molengat · 't Muurke · Lamperen · Nieuw-Gassel · Noord · Noordkant · Op den Bosch · Oude Waranda · Papenvoort · Park · Peelkant · Peelstraat · De Plaats · Putselaar · Rijkevoort-De Walsert · De Rijtjes · Rondveld · Schafferden · Spekklef · Startwijk · Toven · Tuuthees · Ullingen · Verlorenhoek · Vlagberg · Werveld · 't Zand · Zandkant · Zevenhutten · Zuid Carolina
Noord-Brabant: Steden en dorpen      Nederland: Provincies · Gemeenten